# Genay (Roine)
Genay és un municipi francès, situat a la metròpoli de Lió i a la regió de Alvèrnia - Roine-Alps. L'any 2007 tenia 4.802 habitants.

## Demografia

### Població
El 2007 la població de fet de Genay era de 4.802 persones. Hi havia 1.784 famílies de les quals 400 eren unipersonals (198 homes vivint sols i 202 dones vivint soles), 513 parelles sense fills, 754 parelles amb fills i 117 famílies monoparentals amb fills.
La població ha evolucionat segons el següent gràfic:
Habitants censats

### Habitatges
El 2007 hi havia 1.905 habitatges, 1.829 eren l'habitatge principal de la família, 8 eren segones residències i 68 estaven desocupats. 1.171 eren cases i 731 eren apartaments. Dels 1.829 habitatges principals, 1.160 estaven ocupats pels seus propietaris, 651 estaven llogats i ocupats pels llogaters i 18 estaven cedits a títol gratuït; 19 tenien una cambra, 105 en tenien dues, 357 en tenien tres, 530 en tenien quatre i 817 en tenien cinc o més. 1.406 habitatges disposaven pel capbaix d'una plaça de pàrquing. A 797 habitatges hi havia un automòbil i a 898 n'hi havia dos o més.

### Piràmide de població
La piràmide de població per edats i sexe el 2009 era:
| Homes | Edats   | Dones |
| ----- | ------- | ----- |
| 0     | 95 o +  | 0     |
| 0     | 90 a 94 | 12    |
| 12    | 85 a 89 | 16    |
| 8     | 80 a 84 | 24    |
| 44    | 75 a 79 | 60    |
| 56    | 70 a 74 | 52    |
| 68    | 65 a 69 | 108   |
| 120   | 60 a 64 | 44    |
| 116   | 55 a 59 | 128   |
| 164   | 50 a 54 | 160   |
| 184   | 45 a 49 | 196   |
| 156   | 40 a 44 | 200   |
| 212   | 35 a 39 | 192   |
| 172   | 30 a 34 | 212   |
| 120   | 25 a 29 | 152   |
| 108   | 20 a 24 | 108   |
| 208   | 15 a 19 | 184   |
| 248   | 10 a 14 | 184   |
| 216   | 5 a 9   | 180   |
| 112   | 0 a 4   | 112   |

## Economia
El 2007 la població en edat de treballar era de 3.204 persones, 2.400 eren actives i 804 eren inactives. De les 2.400 persones actives 2.247 estaven ocupades (1.168 homes i 1.079 dones) i 154 estaven aturades (77 homes i 77 dones). De les 804 persones inactives 268 estaven jubilades, 329 estaven estudiant i 207 estaven classificades com a «altres inactius».

### Ingressos
El 2009 a Genay hi havia 1.881 unitats fiscals que integraven 5.068,5 persones, la mediana anual d'ingressos fiscals per persona era de 21.222 €.

### Activitats econòmiques
Dels 352 establiments que hi havia el 2007, 12 eren d'empreses extractives, 4 d'empreses alimentàries, 9 d'empreses de fabricació de material elèctric, 1 d'una empresa de fabricació d'elements pel transport, 30 d'empreses de fabricació d'altres productes industrials, 61 d'empreses de construcció, 82 d'empreses de comerç i reparació d'automòbils, 20 d'empreses de transport, 8 d'empreses d'hostatgeria i restauració, 2 d'empreses d'informació i comunicació, 13 d'empreses financeres, 13 d'empreses immobiliàries, 61 d'empreses de serveis, 24 d'entitats de l'administració pública i 12 d'empreses classificades com a «altres activitats de serveis».
Dels 76 establiments de servei als particulars que hi havia el 2009, 1 era una oficina de correu, 1 una oficina bancària, 13 tallers de reparació d'automòbils i de material agrícola, 1 autoescola, 5 paletes, 13 guixaires pintors, 10 fusteries, 9 lampisteries, 6 electricistes, 1 empresa de construcció, 5 perruqueries, 1 veterinari, 3 restaurants, 3 agències immobiliàries, 1 tintoreria i 3 salons de bellesa.
Dels 14 establiments comercials que hi havia el 2009, 1 era un hipermercat, 1 una botiga de menys de 120 m², 3 fleques, 1 una carnisseria, 1 una botiga d'equipament de la llar, 1 una botiga d'electrodomèstics, 2 botigues de mobles, 2 botigues de material esportiu i 2 floristeries.
L'any 2000 a Genay hi havia 23 explotacions agrícoles que ocupaven un total de 390 hectàrees.

## Equipaments sanitaris i escolars
Els 2 equipaments sanitaris que hi havia el 2009 eren farmàcies.
El 2009 hi havia 1 escola maternal i 1 escola elemental.

## Poblacions més properes
El següent diagrama mostra les poblacions més properes.